# Боненко Тетяна Борисівна
Тетя́на Бори́сівна Боне́нко (до шлюбу Лук'яненко; нар. 1986) — українська легкоатлетка; спеціалізувалася в бігу на 100 і 200 метрів.

## Життєпис
У естафеті 4 х 100 метрів зайняла четверте місце на чемпіонаті Європи 1998 року.
На Чемпіонаті України з легкої атлетики-2001 представляла команду Донецької області та здобула срібну нагороду в бігу на 200 метрів.
На Чемпіонаті України з легкої атлетики-2002 команда здобула срібні нагороди в естафеті 4/100 — вона та Ірина Штангеєва, Людмила Ніколенко й Ольга Петрова.
На Чемпіонаті України з легкої атлетики-2003 здобула срібну нагороду в бігу на 200 метрів.
Найкращий особистий час — 11.50 секунд на 100 метрів (досягнутий у червні 2000 року в Києві) та 23,06 секунди на 200 метрів (досягнуто у червні 2000 року в Києві).